# Tammy Lynne Hall
Tammy Lynne Hall (* 1961 in Dallas) ist eine amerikanische Jazzmusikerin (Piano, Orgel, Komposition).

## Leben und Wirken
Hall wuchs, nachdem ihre Mutter, eine Konzertpianistin, sehr früh gestorben war, bei ihren Großeltern auf. Sie begann im Alter von vier Jahren mit dem Klavierspielen und erhielt bald klassischen Klavierunterricht. Bereits als Kind spielte sie Klavier und Orgel in der Mount Moriah Missionary Baptist Church sowie im Juniorchor ihrer Grundschule. Sie erhielt ein Stipendium für die örtliche College-Vorbereitungsschule für Mädchen, die Hockaday School for Girls, wo sie ihr klassisches Klavierstudium fortsetzte, aber auch mit Jazzimprovisation begann. Ab 1979 besuchte sie für zwei Jahre das Mills College, um sich dann hauptberuflich der Musik zu widmen. In den 1980er Jahren zog sie nach Brüssel und spielte zwei Jahre lang in Clubs und auf Festivals in ganz Europa. Noah Howard zog sie für die Aufnahme seines Albums Migration (1980) heran, für das sie auch komponierte.
Zurück in den USA wurde sie in der Bay Area zur Begleiterin von Sängerinnen wie Etta Jones, Ernestine Anderson, Melba Moore, Darlene Love, Linda Tillery, Queen Esther Marrow, Mary Wilson und Denise Perrier, mit der sie ein Alben einspielte. Weiterhin trat sie mit den Musikern Houston Person, David Fathead Newman, Regina Carter, Mads Tolling, Angela Wellman, Marcus Shelby, der Montclair Women's Big Band und mit Marian McPartland in der NPR-Show Piano Jazz auf.
2006 veröffentlichte Hall ihr erstes Quartettalbum Blue Divine mit eigenen Kompositionen. Das Album kam in zwei Kategorien in die engere Auswahl möglicher Grammy-Nominierungen (als Bestes Jazz-Instrumental-Album und Bestes Jazz-Instrumental-Solo). Darauf folgten die Alben Rejuve und (mit ihrem Quintett) Blue Soul.
2015 dirigierte Hall die Nationalorchester Turkmenistans und Aserbaidschans. Halls Peace-tet trat beim Monterey Jazz Festival 2018 auf. Im selben Jahr trat sie mit Laurie Anderson im SFJazz Miner Auditorium auf und erhielt für ihre Leistungen um Pamela Roses Show Blues Is a Woman vom Theaterkritikerkreis der San Francisco (Bay Area Theatre Critics Circle) die Auszeichnung für die beste musikalische Leitung.
Als Lehrerin und Gastdozentin war sie an der Stanford University, dem California Jazz Conservatory, dem Oakland Public Conservatory & Black Girls Play, der Oakland School of the Arts, dem Jazz Camp West, den Lafayette Summer Music Camps, der Marin Country Day School und dem California Jazz Conservatory tätig.